# You Have No Idea What You're Getting Yourself Into
You Have No Idea What You're Getting Yourself Into är Does It Offend You, Yeah?s debutalbum. Det gavs ut den 24 mars 2008.

## Låtlista
Alla låtar är skrivna och inspelade av Does It Offend You, Yeah?, förutom där annat anges.
1. "Battle Royale" – 3:36
2. "With a Heavy Heart (I Regret to Inform You)" – 4:04 (Elliot James)
3. "We Are Rockstars" – 3:52
4. "Dawn of the Dead" – 3:28
5. "Doomed Now" – 3:41
6. "Attack of the 60 ft Lesbian Octopus" – 1:59
7. "Let's Make Out" (feat. Sebastien Grainger)[2] – 4:02 (Sebastien Grainger)
8. "Being Bad Feels Pretty Good" – 4:06
9. "Weird Science" – 5:04
10. "Epic Last Song" – 4:36

## Bonuslåtar
1. "Like the Way I Do" (Itunes bonuslåt)
2. "Tales of the Chameleon" (Play.com bonuslåt)

## Medverkande
- James Rushent - sång, bas, gitarr, synth, vocoder
- Rob Bloomfield - trummor, bas, gitarr, synth, bakgrundssång
- Dan Coop - synth
- Sebastien Grainger - sång i "Let's Make Out"
- Elliot James - gitarr
- Morgan Quaintance - gitarr i "Doomed Now"

## Användning i media
- "Attack of the 60 ft Lesbian Octopus" spelades på Oscarsgalan 2009 den 22 februari 2009 under ett montage av animerade filmer från 2008.
- "We Are Rockstars" spelades i en trailer till filmen Fast and Furious.
- "With a Heavy Heart (I Regret to Inform You)" användes i avsnitt 18 av säsong 2 i Gossip Girl, när Dan och Miss Carr har sex i mörkret.
- "Battle Royale" fanns med i The Sims 2 expansionspaketet Livet i lägenhet som ett soundtrack.[3]
- "With A Heavy Heart (I Regret To Inform You)" användes i spelet Gran Turismo 5 Prologue

## Produktion
- Producenter: Does It Offend You, Yeah?, Eliot James
- Mix: Rich Costey

## Topplistor
| Lista (2008)    | Topp- placering |
| --------------- | --------------- |
| UK Albums Chart | 48              |